# Johann Nikolaus Bach (Komponist)

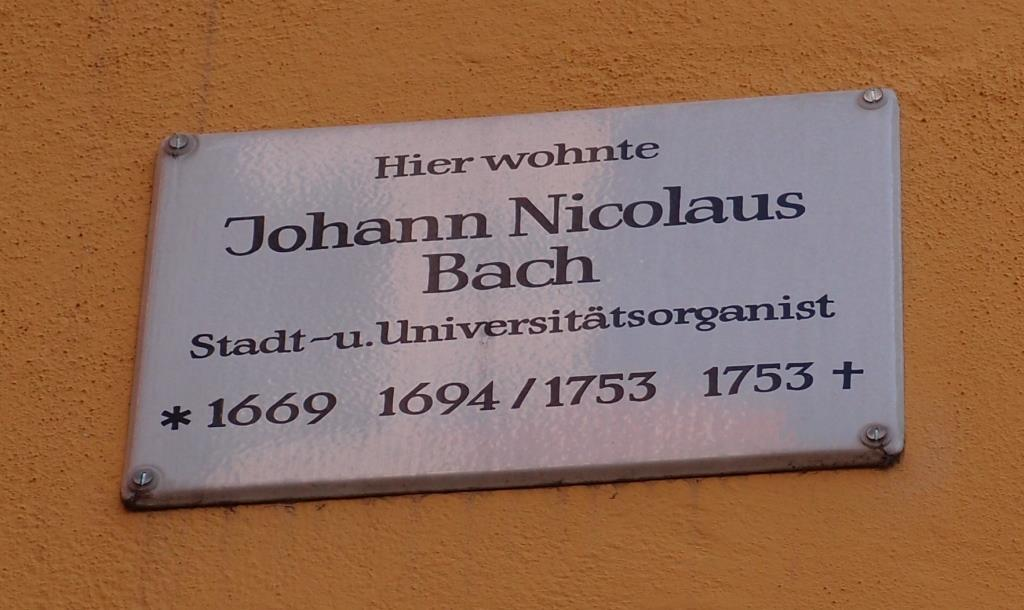
Plakette für Johann Nicolaus Bach in Jena, Jenergasse 6

Johann Nikolaus Bach (* 10. Oktoberjul. / 20. Oktober 1669greg. in Eisenach; † 4. November 1753 in Jena) war ein deutscher Komponist aus der Familie Bach.
Er war der Sohn des Organisten Johann Christoph Bach und wurde von diesem unterrichtet. Er besuchte die Eisenacher Lateinschule. Ab 1690 studierte er an der Universität Jena und war Schüler des Jenaer Stadtorganisten Johann Magnus Knüpfer, eines Sohnes des Thomaskantors Sebastian Knüpfer. Nach einer Italienreise 1696 wurde er dessen Nachfolger als Organist an der Stadtkirche und ab 1719 zugleich Universitätsorganist an der Kollegienkirche zu Jena.

## Werke
Von Johann Nikolaus Bach sind zwei Bearbeitungen des Chorals Nun freut euch lieben Christen G’mein und das Singspiel Der jenaische Wein- und Bierrufer überliefert, letzteres in der Form eines Quodlibets über Jenaer Studentenbräuche.